# Antedon petasus
Antedon petasus is een haarster uit de familie Antedonidae. De wetenschappelijke naam van de soort werd in 1846 gepubliceerd door Magnus Wilhelm von Düben & Johan Koren. Deze soort wordt gevonden rond de kusten van Noordwest-Europa.

## Beschrijving
De haarster A. petasus heeft een conische schijf met vijf paar armen, elk 7 tot 10 cm lang zijn en omzoomd met pinnules, waardoor het een vederachtig uiterlijk krijgt. De pinnules zijn glad aan de onderkant en zijn afwisselend gekleurd in vlekken van wit, rood en bruin. Aan de onderzijde van de schijf zitten 50-100 kort gekrulde cirri waarmee het dier zich beweegt en zich vastklampt aan het substraat.

## Verspreiding en leefgebied
A. petasus wordt gevonden aan de kusten van Noordwest-Europa, het bereik strekt zich uit van Scandinavië tot Groot-Brittannië in het zuiden. Het komt meestal voor op een diepte van 20 tot 100 meter. Het is een noordelijker soort dan Antedon bifida en verdringt deze soort in diepere wateren. Met zijn gekrulde cirri kan hij zich vastklampen aan rotsen en keien, kelp en zittend ongewervelde dieren, waarbij hij de voorkeur geeft aan beschutte leefomgevingen met een sterke stroming.

## Biologie
A. petasus is een filtervoeder, die detritus en plankton vangt met de buisvoeten op zijn pinnules.
Zowel mannelijke als vrouwelijke A. petasus bevrijden gameten in de waterkolom vanuit hun geslachtsorganen die zich aan de basis van bepaalde gespecialiseerde armen bevinden. De eieren ontwikkelen zich tot vrij-zwemmende larven die zich later vestigen op een vast oppervlak waar ze zich vasthechten met een korte steel en bekend staan als pentacrinoïde larven. Uiteindelijk ontwikkelen ze klauwachtige cirri en maken ze zich los van hun stengels.